# Мавзолей имама Хусейна
Мавзолей имама Хусейна (араб. مقام الامام الحسين‎, перс. حرم امام حسین‎) — мавзолей и мечеть в иракском городе Кербела. В мавзолее захоронен третий шиитский имам, второй сын Али ибн Абу Талиба и Фатимы — Хусейн ибн Али, также известный как имам Хусейн.
Мавзолей имама Хусейна является одной из самых почитаемых святынь для мусульман-шиитов, в особенности шиитов-иснаашаритов за пределами Мекки и Медины. Ежегодно в мавзолей (как и в Мекку и Медину) совершают паломничество миллионы шиитов со всего мира, в основном из Ирана, самого Ирака, Азербайджана, Бахрейна, Ливана и других стран с преимущественно шиитским населением. Наибольшее количество паломников собирается в мавзолее в десятый день месяца Мухаррам, во время траурного дня и обряда Ашура.